# 2042 Sitarski
A 2042 Sitarski (ideiglenes jelöléssel 4633 P-L) a Naprendszer kisbolygóövében található aszteroida. Cornelis Johannes van Houten,  Ingrid van Houten-Groeneveld és Tom Gehrels fedezte fel 1960. szeptember 24-én.